# Ludovico Ariosto

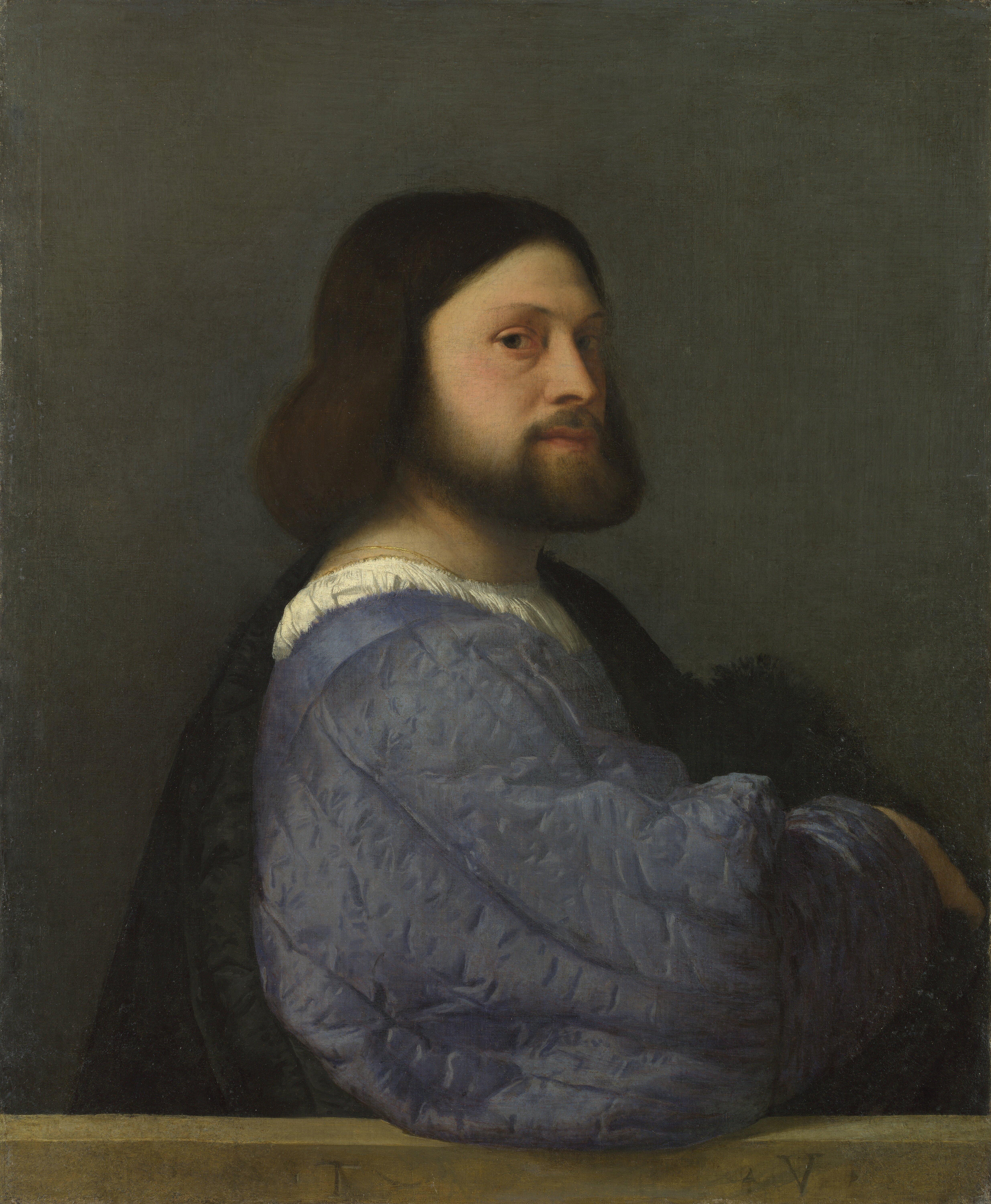
Titiaan, Portret van een man (het "Ariosto-portret"), circa 1510, National Gallery, Londen. Lange tijd werd ten onrechte gedacht dat het portret Ariosto voorstelde.

Ludovico Ariosto (Reggio Emilia, 8 september 1474 – Ferrara, 6 juli 1533) was een Italiaans dichter, toneelschrijver en hoveling aan het hertogelijk hof van Ferrara. Zijn epos 'Orlando Furioso' uit 1516 wordt beschouwd als een van de hoogtepunten uit de literatuur van de Italiaanse renaissance.

## Leven en werk
Ariosto werd geboren in Reggio Emilia, waar zijn vader Niccolò Ariosto commandant was van de citadel. Hij was de oudste van tien kinderen en werd gezien als de toekomstige patriarch van zijn familie. Vanaf zijn vroegste jeugd was Ludovico zeer geïnteresseerd in poëzie, maar hij moest van zijn vader rechten studeren. Na vijf jaar rechtenstudie werd hem toegestaan om klassieke literatuur te studeren bij Gregorio da Spoleto. Ariosto's studie van de Griekse en Latijnse literatuur werd echter afgebroken doordat Spoleto naar Frankrijk verhuisde om daar de tutor te worden van Francesco Sforza. Kort nadien stierf Ariosto's vader. Daardoor werd Ludovico Ariosto gedwongen om van zijn literaire bezigheden af te zien en zorg te dragen voor zijn familie. Ondanks zijn familiale verplichtingen slaagde Ariosto erin om een aantal prozakomedies en lyrische stukken te schrijven. Sommige ervan trokken de aandacht van kardinaal Ippolito d'Este. De jonge dichter genoot nu van zijn patronage en kreeg een aanstelling in het huishouden van de kardinaal. d'Este gaf Ariosto echter weinig beloning voor zijn inspanningen en Ariosto zei later dat hij de tijd die hij onder het juk van de kardinaal had doorgebracht betreurde. De kardinaal ging naar Hongarije in 1518, en wenste dat Ariosto hem zou vergezellen. De dichter kwam hier onderuit met het excuus dat zijn gezondheid slecht was, dat hij zich aan zijn studie moest wijden en diende te zorgen voor zijn bejaarde moeder. Ariosto en d'Este kregen naar aanleiding hiervan een verhitte discussie, en Ariosto werd prompt uit zijn dienst ontslagen.
Ariosto moest nu op zoek gaan naar een andere patroon, en dat werd de broer van de kardinaal, Alfonso I d'Este, hertog van Ferrara. Tegen die tijd had Ariosto zich reeds onderscheiden als diplomaat, vooral naar aanleiding van twee bezoeken aan Rome als ambassadeur van Paus Julius II. Aan een van deze reizen hield hij door uitputting een ziekte over waarvan hij nooit helemaal herstelde, en op zijn tweede missie werd hij bijna vermoord op bevel van de paus, die toevallig op dat moment strijd voerde met Alfonso. Vanwege deze oorlog werd Ariosto’s salaris van 84 kronen per jaar opgeschort, en zelfs helemaal ingetrokken na het vredesverdrag. Ariosto vroeg de hertog om hem te onderhouden, omdat hij anders elders werk moest gaan zoeken. Hij werd benoemd tot gouverneur van de provincie Garfagnana, gelegen in de Apennijnen, en dat ambt oefende hij drie jaar uit. De provincie werd in die tijd geteisterd door bendes bandieten, en de gouverneur had niet de vereiste middelen om daar tegen te kunnen optreden. Bovendien deed de hertog weinig om hem te ondersteunen. Toch wist Ariosto zich met eer van zijn taak te kwijten en kreeg daarvoor veel lof.
In 1508 verscheen Ariosto's toneelstuk Cassaria. De eerste voorstelling van I Suppositi vond plaats in Ferrara en tien jaar later werd het in het Vaticaan opgevoerd. Een proza-editie werd gepubliceerd in Rome in 1524, en de eerste editie in verzen werd gepubliceerd in Venetië in 1551. Ariosto schreef vooral komedies: behalve Cassaria’ (1508) en I Suppositi (1509) schreef hij ook Il negromante (1520) , La lena (1529) en I studenti (voltooid door zijn broer Gabriele en postuum gepubliceerd als La scolastica). In de periode tussen 1517 tot 1525 schreef hij in navolging van de Sermones van Horatius onder de titel 'Satire' zeven satires. In 1516 werd in Venetië zijn eerste versie van Orlando Furioso gepubliceerd met 40 canto's in ottava rima, een strofe met elflettergrepige versregels volgens het rijmschema abababcc. Pas 16 jaar later werd zijn definitieve en derde versie van 46 canto's uitgegeven. De laatste acht jaar van zijn leven keerde Ariosto terug naar Ferrara. Niet lang na de publicatie van de gereviseerde editie verslechterde zijn gezondheid. Eind 1532 kreeg hij tuberculose, waar hij op 6 juli 1533 aan bezweek.
Hoewel hij geen architect was en niet rechtstreeks architectuur beschreef, oefende zijn werk eveneens invloed uit op architectuurgeschiedenis en architectuurbeschrijving. Galileo Galilei maakte in een van zijn geschriften een vergelijking tussen de Orlando Furioso en de Gerusalemme Liberata aan de hand van een architecturale metafoor, en deze stelling zou nog veel inkt laten vloeien. Daarnaast schreef Ariosto nog een aantal Latijnse verzen waarbij hij zich inspireerde op de Romeinse dichters Tibullus en Horatius.

## Orlando Furioso
De Orlando furioso is na de Divina Commedia van Dante en de Canzoniere van Petrarca het meest invloedrijke boek van de klassieke Italiaanse literatuur. De eerste versie ervan verscheen in 1516. De derde versie, een herziene en uitgebreide versie, in 1532. In de eeuw daarop was het boek een bestseller en werd het vele malen herdrukt. Het epos handelt over de oorlog tussen Roeland en de Saracenen. Dit onderwerp dient als achtergrond, voor de grote verscheidenheid van verhalen. Ariosto beschrijft een vurige vlucht naar de maan en het verre gezicht op 'de rondcircelende zeeën en landmassa's van de Aarde'.
Het epos heeft geen duidelijke begin- of eindstructuur. De Orlando furioso wordt gezien als een vervolg op de Orlando innamorato van  Boiardo. Dit werk is nooit voltooid, en de Orlando furioso vormt een vervolg en is zowel episch als inhoudelijk hierop gebaseerd. Het gebrek aan eindstructuur kan te wijten zijn aan het feit dat Ariosto zelf achteraf 4 grote toevoegingen voor dit epos schrijft : The episodes of olimpia, The Rocca di Tristiano, Marganorre, Ruggiero in Hungary.
Van het epos is met zoveel verbeeldingskracht geschreven, dat bepaalde critici geen protest uitbrengen tegen het ontbreken van illustraties bij de tekst De Orlando Furioso is uiteindelijk pas veel later uitvoerig geïllustreerd door Gustave Doré.

## Praalgraf
Zijn praalgraf bevindt zich in het Palazzo Paradiso in de stad Ferrara.